# Гуджефа I
Гуджефа I — давньоєгипетський фараон з II династії, який правив близько 2711—2709 років до н. е. Точна тривалість його правління невідома, оскільки за Туринським папірусом період правління оцінюється в 11 років, тоді як давньоєгипетський історик Манефон вважав, що фараон керував 48 років. Єгиптологи розглядають обидві заяви як перебільшення і в цілому вважають, що Гуджефа І правив лише максимум 2 роки.

## Існування
Ім'я "Гуджефа І" з'являється лише у Саккарському списку і Туринському царському папірусі. Обидва документи описують Гуджефу як безпосереднього наступника Неферкасокара і як попередника Хасехемуї.

## Ідентифікація
Єгиптологи та історики мали великі труднощі при пов'язанні Гуджефа І з будь-яким археологічно ідентифікованим правителем. Проблема в тому, що "Гуджефа" не є особистим ім'ям у звичайному розумінні. Гуджефа означає "стирання" і може означати, що ім'я першого царя, яке спочатку було перелічено в документі або написане на деякому об'єкті, було непрочитане, коли літописець намагався скомпілювати список королів. Вважається, що літописець просто помітив "стертий", але потім помилково помістив це слово в картуш, таким чином, воно виглядало як персональне ім'я. Пізніші дослідники історії Єгипту неправильно розтлумачили цю схему і прийняли його в свої документи як ім'я короля.
Давньоєгипетський історик Манефон, ймовірно, називав Гуджефа І "Сесокрісом" і повідомив, що тіло царя мало розміри "п'ять ліктів на висоті і три руки в ширину". Єгиптологи сумніваються в підставі цього спостереження, оскільки не було знайдено місця поховання Гуджефа І.
Єгиптологи, такі як T. Даутзенберг і Вольфганг Хелком вважали, що Гуджефа І міг би бути ідентичним з королем Перібсен. Щоб підтримати їх теорію, вони вказали, що 11-річне царювання, як зазначено у Туринському царському папірусі, буде суперечити королю, ім'я якого було втрачено. Скоріше, на їхню думку, був би сенс, якщо перше ім'я не дозволило б згадуватися пізніше. Це вже вважалося справою короля Перібсена, чия назва народження була вислана з списків царя Рамсайда.

## Правління
Серед численних єгиптологів прийнято, що Худжефі І довелося поділитися своїм троном з іншим правителем, хоча не йдеться про того, хто цей правитель.